# Auguste Roure
Pour les articles homonymes, voir Roure.
Auguste Louis Roure, né le 26 avril 1878 à Avignon où il est mort le 6 mai 1936, est un peintre français, dit le « peintre des garrigues ».

## Biographie
Auguste Roure naît à Avignon dans une famille modeste. La mort de son père le contraint à entrer comme apprenti graveur dans une imprimerie où il révèle ses talents artistiques. Son frère aîné le fait admettre à l'école des beaux-arts d'Avignon. Il y devient l'élève du directeur Pierre Grivolas qui le nomme rapidement professeur. 
Cette promotion permet au jeune homme de pouvoir se marier et de quitter l'imprimerie. Pouvant désormais vivre de sa peinture, il parcourut le Vaucluse à bicyclette durant ses loisirs, chevalet sur le dos. C'est au cours de ces excursions qu'il peint sa toile Le Ventoux vu des hauteurs de Malaucène conservée au palais du Roure à Avignon. Quand il quitte les garrigues, il rejoint la côte varoise et le bord de mer qui deviennent ainsi ses deux autres thèmes picturaux privilégiés. 
Il expose à la galerie Roche de Marseille et dans les Salons parisiens.